# Sultangazi

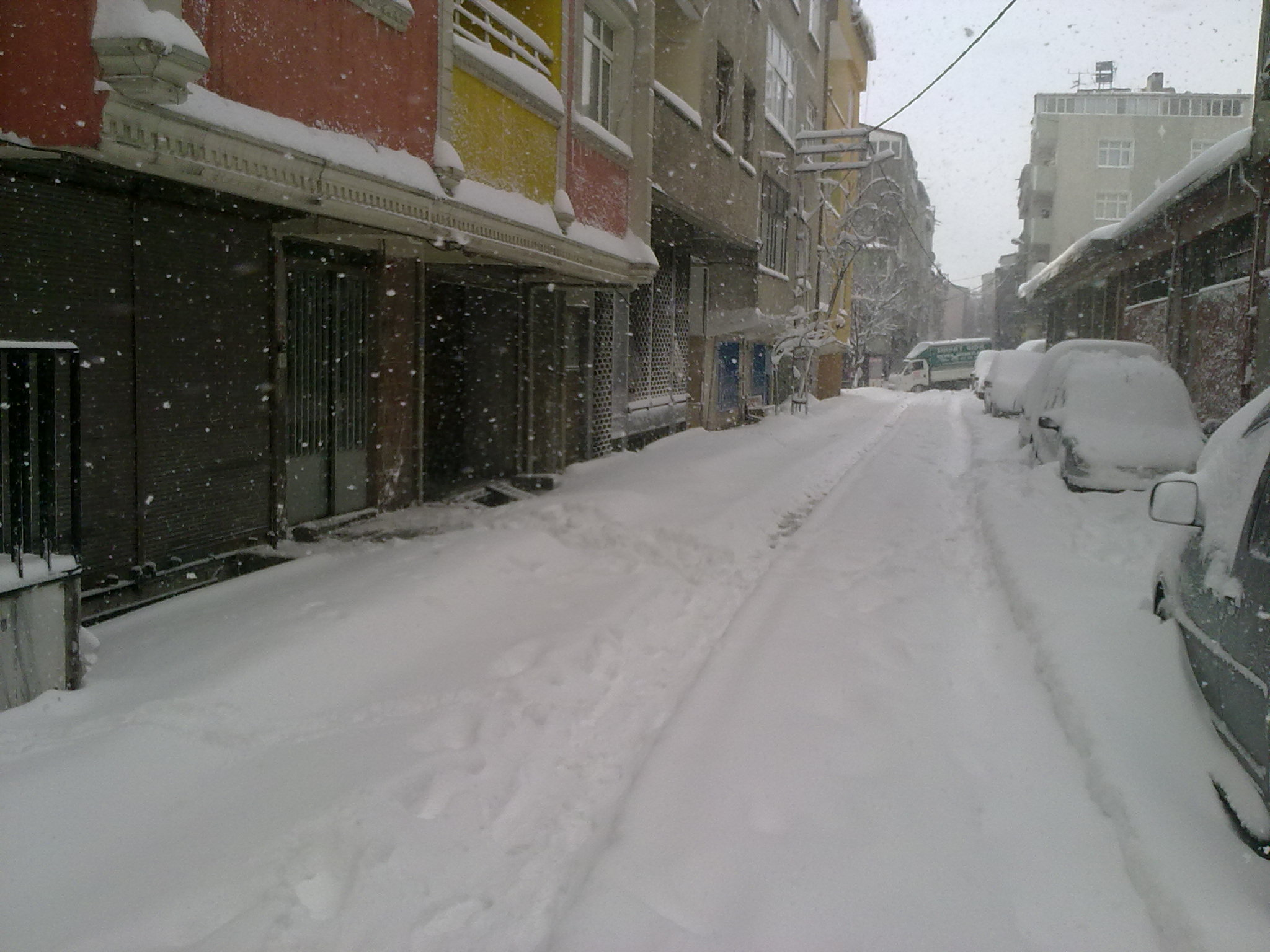
Sultangazi en hiver (2012)

Sultangazi est l'un des 39 districts de la ville d'Istanbul, en Turquie